# Friedrich Elias Meyer der Ältere
Friedrich Elias Meyer, genannt der Ältere (* um 1723 in Erfurt; † 2. Oktober 1785 in Berlin), war ein deutscher Bildhauer und Porzellanmodelleur in der Zeit des Rokoko. Er schuf zahlreiche Modelle für die Meißener Porzellanmanufaktur, machte sich aber vor allem als Modellmeister in der Königlichen Porzellan-Manufaktur Berlin einen Namen.

## Leben und Wirken

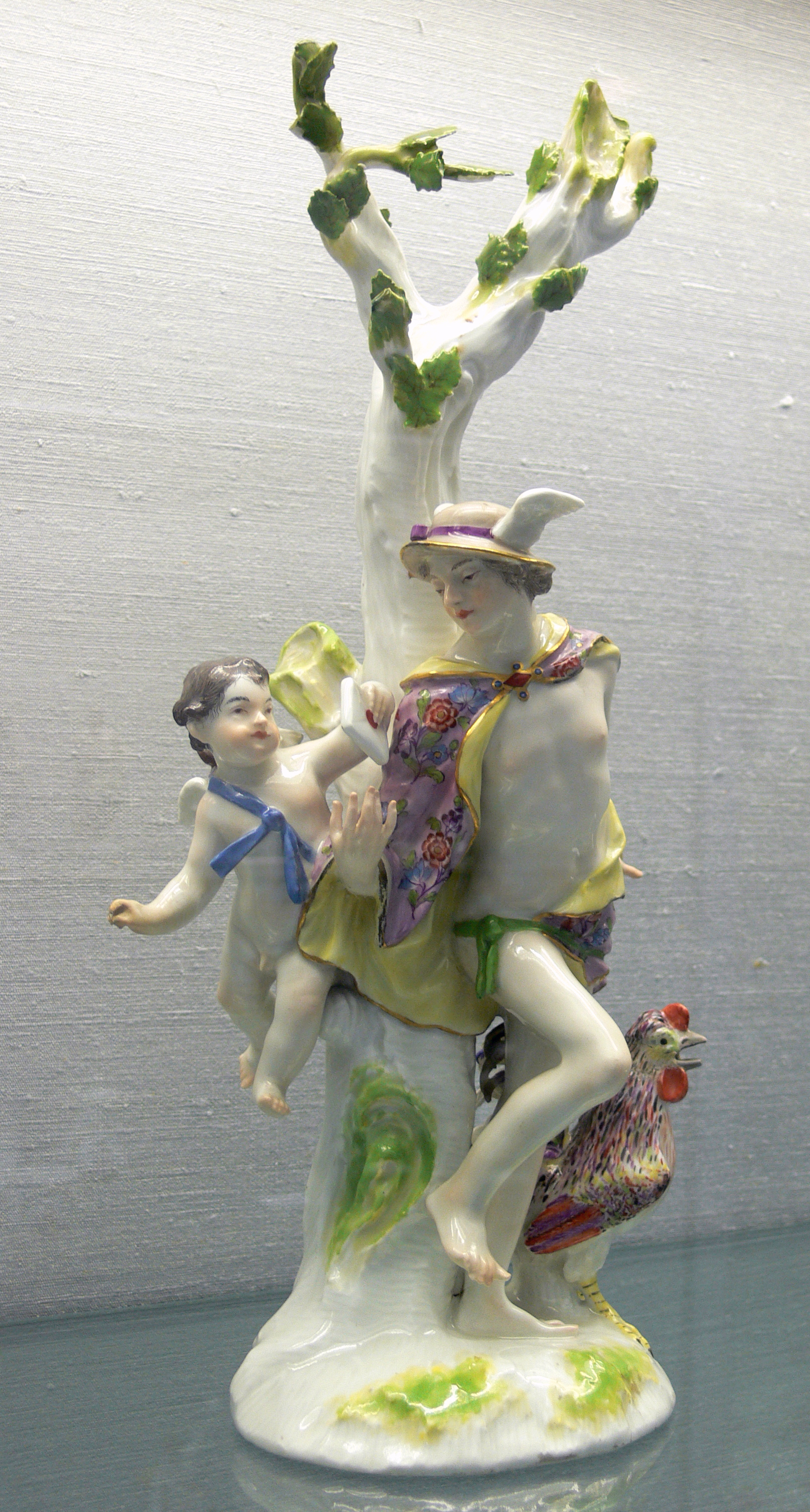
„Merkur und Amor“, um 1770. Kunstgewerbemuseum Berlin

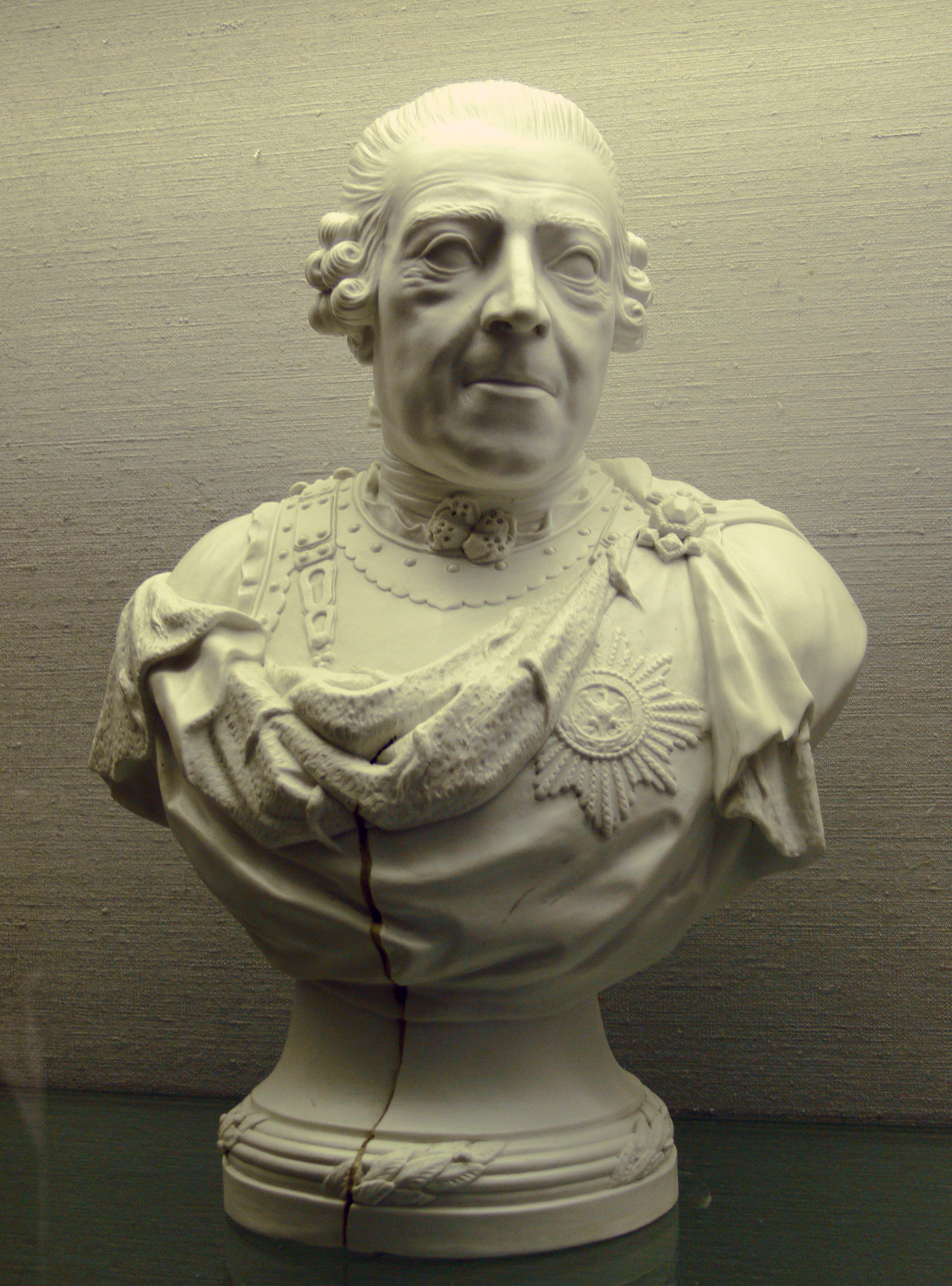
Bildnisbüste Friedrich II., 1778. Staatliche Museen zu Berlin, Skulpturensammlung

Friedrich Elias Meyer war der Sohn des in Erfurt tätigen Bildhauers Matthias Meyer und der ältere Bruder des späteren Direktors der „Königlich-Preussischen Akademie der Künste und mechanischen Wissenschaften“ Wilhelm Christian Meyer (1726–1786). Durch den frühen Tod des Vaters ließ sich Friedrich Elias ab 1737 bei dem in Gotha wirkenden Hofbildhauer Michael Grünbeck († 1742) ausbilden. Nach der Lehrzeit trat der 18-Jährige 1741 in die Dienste Heinrichs I. von Schwarzburg-Sondershausen, der ihn zum Hofbildhauer ernannte. Nach kurzer Tätigkeit in Sondershausen folgte er der Berufung an den Wettiner Hof nach Weimar. Ernst August I. plante 1742 den Bau des Schlosses in Eisenach und finanzierte ihm zur Weiterbildung zwei Studienreisen, die ihn 1743 nach Berlin und 1745 nach Dresden führten. Mit den erworbenen Kenntnissen beteiligte er sich 1746/47 an der Ausgestaltung des neuen Barockschlosses.
Nach dem Tod des Herzogs 1748 ging Meyer nach Meißen an die „Königlich-Polnische und Kurfürstlich-Sächsische Porzellanmanufaktur“. Dort war die Stelle des erkrankten Modelleurs Johann Friedrich Eberlein vakant, der eng mit dem Modellmeister Johann Joachim Kändler zusammengearbeitet hatte. Nach kurzer Probezeit übernahm Meyer die Entwurfs- und Modellentwicklung und „verdiente als Stückarbeiter anfänglich 38 Taler monatlich.“ Zu seinen Modellen, die er auf Rocaille-Sockel platzierte, gehörten unter anderem die exotisch anmutenden Porzellanfiguren der um 1750 entworfenen Malabaren-Gruppe und die Sänger und Musiker der „Galanten Kapelle“.
Die preußische Besetzung des Kurfürstentums Sachsen, zu Beginn des Siebenjährigen Kriegs 1756, hatte für die Meißener Manufaktur sowohl im wirtschaftlichen als auch künstlerischen Bereich weitreichende Folgen. Zwar wurde die von Friedrich II. beschlagnahmte Manufaktur trotz der Kriegszustände erfolgreich weitergeführt, jedoch mussten die Löhne um ein Drittel gekürzt werden. Wegen der schlechten Entlohnung und zunehmender Differenzen mit Kändler, durch den er sich „in seinem Schaffen gehemmt“ sah, ließ sich Meyer mit der Aussicht auf eine besser bezahlte Stellung 1761 nach Preußen abwerben. Diesem Angebot waren zuvor schon weitere Mitarbeiter gefolgt.
In Berlin hatte der Unternehmer Johann Ernst Gotzkowsky Anfang 1761 eine von Wilhelm Kaspar Wegely gegründete Porzellanmanufaktur übernommen und suchte fähiges Fachpersonal für seine „Fabrique de Porcelaine de Berlin“ in der Leipziger Straße. Der Firmenkauf und spekulative Geschäfte brachten Gotzkowsky aber recht bald in finanzielle Schwierigkeiten, sodass die Manufaktur 1763 für 225.000 Taler an Friedrich II. überging und ab 1763 unter dem Namen „Königliche Porzellan-Manufaktur“, kurz „KPM“, firmierte. Friedrich Elias Meyer, der nun als Modellmeister ein Gehalt von 1.500 Talern bezog, arbeitete eng mit seinem Bruder Wilhelm Christian zusammen, der ebenfalls 1761 von Bonn nach Berlin wechselte und ab 1766 für die KPM tätig war.
Neben der Produktion für den freien Markt fertigte die Manufaktur zahlreiche Porzellanarbeiten für die königlichen Schloss- und Gartenbauten. Wie schon in Meißen nahm Friedrich II. auch in Berlin Einfluss auf Form und Dekor der Services. Das erste bei der KPM hergestellte Tafelservice entstand 1765/66 für das Potsdamer Gästeschloss Neues Palais. Das sogenannte „1. Potsdamsche“, gestaltete Meyer in der Form „Reliefzierat“ mit einem Dekor aus Blumen und reicher, goldener Rocaille-Ornamentik, dem das Service „Radiertes Dessin“ aus seiner Zeit bei Gotzkowsky als Vorbild diente. Zu der künstlerisch bedeutendste[n] Schöpfung aus der ersten Blüteperiode der Manufaktur zählt jedoch das zwischen 1770 und 1772 nach Vorgaben des Königs entstandene Dessertservice für 120 Personen mit einem mehrteiligen Tafelaufsatz, das Friedrich II. der russischen Zarin Katharina II. schenkte und heute in der St. Petersburger Eremitage aufbewahrt wird. Welchen Anteil Friedrich Elias Meyer, dessen Hand bei vielen Stücken unverkennbar ist, an den Modellen zu diesem Aufsatz hat, lässt sich im einzelnen nicht feststellen. Anhand von Rechnungen konnten nur dem Bruder Wilhelm Christian einige Figurengruppen zugeordnet werden, der vermutlich auch den größeren Teil der Modelle schuf. Friedrich II. ließ bei der KPM einundzwanzig Tafel- und Dessertservices anfertigen, für die Friedrich Elias Meyer die noch heute mustergültigen Formen „Reliefzierat“, „Neuzierat“, „Antikzierat“ (seit 1857 „Rocaille“) und „Neuosier“ entwarf. In Anerkennung seiner Leistung wurde Meyer im März 1782 an der „Königlich-Preussischen Akademie der Künste und mechanischen Wissenschaften“ zum Professor ernannt.

## Familie
Friedrich Elias Meyer heiratete 1776 Johanna Friederica, die Tochter des Meißener Diakons Johann Georg Martius († vor 1776). Aus der Ehe gingen drei Söhne und eine Tochter hervor. Der älteste Sohn, Friedrich Wilhelm, wurde Kupferstecher in Berlin. Es ist nicht auszuschließen, dass er noch einen Sohn gleichen Namens aus einer früheren Ehe hatte. Friedrich Elias Meyer († 1790), zur Unterscheidung mit dem Namenszusatz „der Jüngere“ versehen, war Bildhauer in Berlin und an den Akademieausstellungen 1786 bis 1788 mit Ton- und Gipsfiguren beteiligt. Nach dessen Tod wurden 1791 noch die für das Schloss Monbijou bestimmten Figuren „Faun“ und „Endymion“ ausgestellt.